# Juan Perlin
Juan Perlin (Madrid, 1569 - Flandes, 1638), hijo de Gabriel de Perlin y Mariana Venegas, llegó al Virreinato del Perú cuando aún era niño. Junto a sus dos hermanos Gabriel y Francisco se hicieron jesuitas. Juan destacó como teólogo en sus cursos y fue tenido en alta estima por Francisco Suárez. 

## Teología y Filosofía
Juan Perlin siempre mostró afinidad por las letras y destacó por su conocimiento de griego, hebreo y latino. Estudió historia, filosofía, derecho y teología. Como profesor destacó en sus cursos que dicto en colegios de todo el imperio español, que incluyen la ciudad de Lima, Cuzco, Quito, Murcia, Alcalá, Madrid y Flandes. Fue también consultor de la inquisición en Lima.
Colaboró con otro jesuita ilustre, el Padre Diego Álvarez de Paz a quien pidió su aprobación al tomo III de sus obras. 
Murió en Dunquerque, en Flandes el 31 de octubre de 1638.

## Distinciones
Padre Perlín después de haber enseñado en Lima, Cuzco y Quito, pasó a ser profesor en España, según deseo de Suárez, esto con el fin de que tome la cátedra para que tome la cátedra en Alcalá, Madrid y Flandes. Específicamente Suárez se refiere a Perlín en los siguientes términos:
Yo nunca vi al dicho Padre ni sus obras o trabajos, más por las varias informaciones que tengo de su talento en letras y uso dellas, y de su mucha religión, tengo de él grande estima; por la voluntad que en sus cartas me ha mostrado, le tengo grande amor. Y por ambas cosas he deseado mucho su venida a España, y que honrase y ayudase la provincia de Castilla en la Universidad de Salamanca, por ser aquel puesto de tanta importancia, y realmente estar aquella provincia muy falta de una persona grave y eminente en este ministerio.

## Obras
Entre sus obras encontramos las siguientes:
- Sacrum convivium hoc est De frequentia et usu S. Eucharistiae[4]
- Apologia scholastica, sive controversia theologica[5]